# Sibylle Tönnies

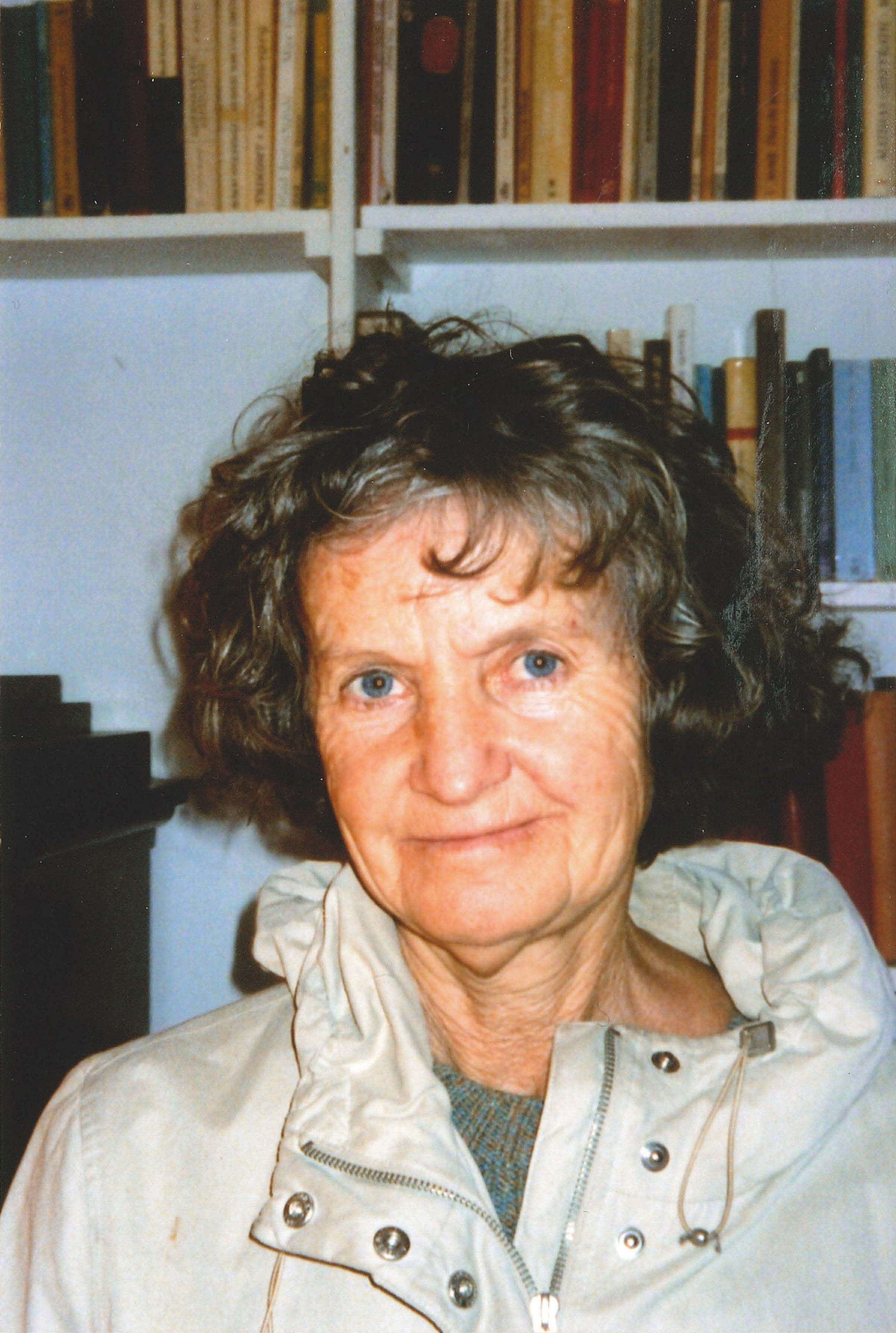
Sibylle Tönnies

Sibylle Tönnies (* 24. November 1944 in Potsdam; † 25. März 2017) war eine deutsche Juristin, Soziologin und Publizistin.

## Leben
Sibylle Tönnies war Tochter des Rechtsanwalts Kuno Tönnies und Enkeltochter des Soziologen Ferdinand Tönnies. Nach Schulbesuch und Abitur (1963) in Eutin studierte sie Rechtswissenschaft an den Universitäten Kiel und Freiburg und Soziologie an der London School of Economics and Political Science. 1971 wurde sie von der Rechtswissenschaftlichen Fakultät der Universität Kiel promoviert. Von 1974 bis 1978 praktizierte sie als Rechtsanwältin, hauptsächlich als Strafverteidigerin. Bereits 1973 war sie Professorin im Fachbereich Sozialwesen der Hochschule Bremen geworden, was sie bis zum Erreichen des Pensionsalters blieb. Danach übernahm sie erst Lehraufträge an der Bucerius Law School in Hamburg und dann an der Universität Potsdam.
Als Publizistin schrieb Sibylle Tönnies unter anderen für Die Welt, Die Zeit, die tageszeitung und die Frankfurter Allgemeine Zeitung. Ihre oft provozierenden und unangepassten Beiträge, zum Beispiel ihre Kritik am „linken Salonatavismus“ und der Frankfurter Schule, erregten regelmäßig Widerspruch. Ein wiederkehrendes Thema ihrer letzten Schaffensjahre war die Forderung nach universal geltenden Menschenrechten, die nur durch einen Weltstaat garantiert werden könnten. Sie bezog sich in ihrer Argumentation auf Thomas Hobbes und die Hobbes-Interpretation ihres Großvaters Ferdinand Tönnies. Dabei hatte sie lange die Hoffnung, die USA könnten die Rolle eines solchen Weltstaates übernehmen.
Ihr Grab befindet sich auf dem Friedhof von Eutin.

## Veröffentlichungen

### Bücher
- Die Ausdehnung des Täuschungsbegriffs durch die Konstruktion des Betruges. Kiel 1971 (zugleich Dissertation Universität Kiel, Rechtswissenschaftliche Fakultät, 1971).
- Der Dimorphismus der Wahrheit, Universalismus und Relativismus in der Rechtsphilosophie, Westdeutscher Verlag, Opladen 1992, ISBN 3-531-12337-8.
- Der westliche Universalismus. Eine Verteidigung klassischer Positionen, Westdeutscher Verlag, Opladen 1995, ISBN 3-531-12726-8 (3., überarbeitete Auflage, Westdeutscher Verlag, Wiesbaden 2001, ISBN 978-3-531-32988-8).
- Die Feier des Konkreten: linker Salonatavismus, Steidel, Göttingen 1996, ISBN 3-88243-392-2.
- Pazifismus passé? Eine Polemik Rotbuch, Hamburg 1997, ISBN 3-88022-597-4.
- Cosmopolis now: Auf dem Weg zum Weltstaat, Europäische Verlagsanstalt, Hamburg 2002, ISBN 3-434-50530-X.
- Die Menschenrechtsidee. Ein abendländisches Exportgut, VS-Verlag, Wiesbaden 2011, ISBN 978-3-531-16434-2.

### Aufsätze (Auswahl)
- Der Kater des Dionysos. Die geheime Beziehung zwischen Postmoderne und Gemeinschaft. In: Lars Clausen. Carsten Schlüter (Hrsg.): Hundert Jahre „Gemeinschaft und Gesellschaft“. Leske und Budrich, Opladen 1991, S. 215–249, ISBN 3-8100-0750-1.
- Hartz IV braucht einen neuen Geist. In: Uwe Carstens u. a. (Hrsg.): Neuordnung der sozialen Leistungen. Ferdinand-Tönnies-Gesellschaft, Kiel 2006, S. 287–304, ISBN 978-3-8334-6477-5, OCLC 255873950.
- Von der Gemeinschaft zur Gesellschaft – Eine Tendenz über Europa hinaus. In: Uwe Carstens u. a. (Hrsg.): Verfassung, Verfasstheit, Konstitution. Ferdinand-Tönnies-Gesellschaft, BoD, Norderstedt 2008, S. 87–94, ISBN 978-3-83704-858-2, OCLC 551857629.
- Des Kaisers neue Kleider – keine Hommage. Zum 80. Geburtstag von Jürgen Habermas. Deutschlandfunk, 7. Juni 2009, gedruckt in: Tönnies-Forum, 18. Jg. 2009, Heft 2, S. 26–36.

## Nachruf
- Christoph Sebastian Widdau: Eigenwillig und dialogbereit: Zum Tode von Sibylle Tönnies, in:  WeltTrends 129, 2017, S. 60–61; auch abgedruckt im Tönnies-Forum, 26. Jahrgang, 3/2017, S. 8–9.